# Grand Prix Itálie 1966
Grand Prix Itálie 1966 (oficiálně XXXVII Gran Premio d'Italia) se jela na okruhu Autodromo Nazionale Monza v Monze v Itálii dne 4. září 1966. Závod byl sedmým v pořadí v sezóně 1966 šampionátu Formule 1.

## Kvalifikace
| Poř. | No. | Jezdec              | Konstruktér     | Čas     | Ztráta |
| ---- | --- | ------------------- | --------------- | ------- | ------ |
| 1    | 4   | Mike Parkes         | Ferrari         | 1:31.3  | —      |
| 2    | 6   | Ludovico Scarfiotti | Ferrari         | 1:31.6  | +0.3   |
| 3    | 20  | Jim Clark           | Lotus-BRM       | 1:31.8  | +0.5   |
| 4    | 14  | John Surtees        | Cooper-Maserati | 1:31.9  | +0.6   |
| 5    | 2   | Lorenzo Bandini     | Ferrari         | 1:32.0  | +0.7   |
| 6    | 10  | Jack Brabham        | Brabham-Repco   | 1:32.2  | +0.9   |
| 7    | 18  | Richie Ginther      | Honda           | 1:32.4  | +1.1   |
| 8    | 16  | Jochen Rindt        | Cooper-Maserati | 1:32.7  | +1.4   |
| 9    | 28  | Jackie Stewart      | BRM             | 1:32.81 | +1.51  |
| 10   | 12  | Denny Hulme         | Brabham-Repco   | 1:32.84 | +1.54  |
| 11   | 26  | Graham Hill         | BRM             | 1:33.4  | +2.1   |
| 12   | 38  | Jo Bonnier          | Cooper-Maserati | 1:33.7  | +2.4   |
| 13   | 24  | Peter Arundell      | Lotus-BRM       | 1:34.1  | +2.8   |
| 14   | 42  | Mike Spence         | Lotus-BRM       | 1:35.0  | +3.7   |
| 15   | 40  | Bob Anderson        | Brabham-Climax  | 1:35.3  | +4.0   |
| 16   | 44  | Giancarlo Baghetti  | Ferrari         | 1:35.5  | +4.2   |
| 17   | 36  | Jo Siffert          | Cooper-Maserati | 1:36.3  | +5.0   |
| 18   | 48  | Bob Bondurant       | BRM             | 1:36.9  | +5.6   |
| 19   | 34  | Dan Gurney          | Eagle-Climax    | 1:37.6  | +6.3   |
| 20   | 22  | Geki                | Lotus-Climax    | 1:39.3  | +8.0   |
| DNQ  | 34  | Phil Hill           | Eagle-Climax    | 1:40.0  | +8.7   |
| DNQ  | 32  | Chris Amon          | Brabham-BRM     | 1:40.3  | +9.0   |

## Závod
| Poř.   | No. | Jezdec              | Konstruktér     | Počet kol | Čas/Odstoupení | Pořadí na startu | Body |
| ------ | --- | ------------------- | --------------- | --------- | -------------- | ---------------- | ---- |
| 1      | 6   | Ludovico Scarfiotti | Ferrari         | 68        | 1:47:14.8      | 2                | 9    |
| 2      | 4   | Mike Parkes         | Ferrari         | 68        | + 5.8          | 1                | 6    |
| 3      | 12  | Denny Hulme         | Brabham-Repco   | 68        | + 6.1          | 10               | 4    |
| 4      | 16  | Jochen Rindt        | Cooper-Maserati | 67        | + 1 kolo       | 8                | 3    |
| 5      | 32  | Mike Spence         | Lotus-BRM       | 67        | + 1 kolo       | 14               | 2    |
| 6      | 40  | Bob Anderson        | Brabham-Climax  | 66        | + 2 kola       | 15               | 1    |
| 7      | 48  | Bob Bondurant       | BRM             | 65        | + 3 kola       | 18               |      |
| 8      | 24  | Peter Arundell      | Lotus-BRM       | 63        | Motor          | 13               |      |
| 9      | 20  | Geki                | Lotus-Climax    | 63        | + 5 kol        | 20               |      |
| NC     | 44  | Giancarlo Baghetti  | Ferrari         | 59        | Neklasifikován | 16               |      |
| Ret    | 22  | Jim Clark           | Lotus-BRM       | 58        | Převodovka     | 3                |      |
| Ret    | 36  | Jo Siffert          | Cooper-Maserati | 46        | Motor          | 17               |      |
| Ret    | 2   | Lorenzo Bandini     | Ferrari         | 33        | Zapalování     | 5                |      |
| Ret    | 14  | John Surtees        | Cooper-Maserati | 31        | Únik paliva    | 4                |      |
| Ret    | 18  | Richie Ginther      | Honda           | 16        | Nehoda         | 7                |      |
| Ret    | 10  | Jack Brabham        | Brabham-Repco   | 7         | Únik oleje     | 6                |      |
| Ret    | 30  | Dan Gurney          | Eagle-Weslake   | 7         | Motor          | 19               |      |
| Ret    | 28  | Jackie Stewart      | BRM             | 5         | Únik paliva    | 9                |      |
| Ret    | 38  | Jo Bonnier          | Cooper-Maserati | 3         | Klapka         | 12               |      |
| Ret    | 26  | Graham Hill         | BRM             | 0         | Motor          | 11               |      |
| DNQ    | 34  | Phil Hill           | Eagle-Climax    |           |                |                  |      |
| DNQ    | 32  | Chris Amon          | Brabham-BRM     |           |                |                  |      |
| Zdroj: |     |                     |                 |           |                |                  |      |

## Průběžné pořadí po závodě
Pohár jezdců
|        | Pořadí | Jezdec         | Body |
| ------ | ------ | -------------- | ---- |
|        | 1      | Jack Brabham   | 39   |
| 2      | 2      | Jochen Rindt   | 18   |
| 1      | 3      | Graham Hill    | 17   |
| 1      | 4      | John Surtees   | 15   |
|        | 5      | Jackie Stewart | 14   |
| Zdroj: |        |                |      |

Pohár konstruktérů
|        | Pořadí | Konstruktér     | Body    |
| ------ | ------ | --------------- | ------- |
|        | 1      | Brabham-Repco   | 40 (43) |
|        | 2      | Ferrari         | 31 (32) |
|        | 3      | BRM             | 22      |
|        | 4      | Cooper-Maserati | 20      |
|        | 5      | Lotus-Climax    | 7       |
| Zdroj: |        |                 |         |